# Gradske zidine u Korčuli
Gradske zidine u gradu Korčuli su fortifikacijski objekt. 

## Povijest
Nakon što je Marko Andrijić 1480. otišao u Korčulu, od 1481. do 1482. godine dovršio je gradnju zvonika katedrale. Originalnom arhitektonskom koncepcijom Andrijić je zadivio korčulanske stanovnike koji su ga 1485. godine imenovali protomagistrom svih javnih gradnji u Korčuli. Andrijić tada gradi kulu Ravelin i gradske zidine.

## Vanjske poveznice
|  | Zajednički poslužitelj ima još gradiva o temi Gradske zidine u Korčuli |